# Буддійський катехізис
«Буддійський катехізис по канону Південного віросповідання» (англ. A Buddhist Catechism, according to the canon of the Southern Church) — книга президента-фундатора Теософського Товариства Генрі Стіла Олкотта. Написана в 1881 році; 24 липня 1881 року були одночасно опубліковані сингальська й англійська версії книги. Ще за життя автора неднократно перекладалася іншими мовами і була опублікована в Індії, Бірмі, Японії, Німеччині, Швеції, Франції, Італії, Австралії, Америці, Росії й інших країнах.

## Історія написання
Говард Мерфі писав, що і Олкотт, і Блаватська прошлі ритуал прийняття буддійської віри на Цейлоні «без щонайменшого насильства над своєю совістю». Вони вважали, що початкове учення Будди було практично тотожне з теософією, яку вони прагнули нести в світ. «Хвиля щирого захоплення» народу і жерців не спадала всі два місяці їх перебування на острові, і вони заснували тоді на Цейлоні сім відділень Теософського Товариства. Олкотт обіцяв священикам при першій же поїздці до Англії представити в міністерство колоній скарги буддистів «на релігійний гніт і несправедливе відношення до них».
Олкотт вважав, що буддисти-миряни Шрі-Ланки були «абсолютно необізнані про велич» їх власної релігії. Він також бачив, що вони захоплені масою «небуддійських ритуалів», і що на острові «процвітають антибуддійські інститути», наприклад, касти. Щоб написати «Катехізис», Олкотт прочитав близько десяти тисяч сторінок книг про буддизм, в основному, англійських і французьких. 5 травня 1881 року він закінчив перший варіант свого проекту, який передав вченим ченцям: преподобним Хиккадуве Сумангалі та Мігеттуватте Гунананді — оскільки Олкотт використовував французькі й англійські переклади буддійських текстів, могло здатися, що книга була орієнтована на західне уявлення про буддизм.

## Схвалення та підтримка
7 липня 1881 року преподобний Хиккадуве Сумангала, вищий священнослужитель Шріпади та західних провінцій Цейлону і директор-засновник Відьодайя парівени схвалив написаний Олкоттом «Буддійський катехізис».
М. С. Уланов писав, що з 1880 року теософи використовували буддійську секцію Теософського Товариства як інструмент для усунення відмінностей в «напрямах ланкийського буддизму». З метою об'єднання буддистів Олкотт написав свій «знаменитий "Буддійський катехізис", який до 1938 року витримав 44 видання і був перекладений на декілька десятків мов». Книга Олкотта стала «усесвітньо використовуваним навчальним посібником по основах буддизму».
Також немало зусиль теософи доклали для об'єднання послідовників махаяни та тхеравади, внаслідок чого в 1891 році сталося підписання представниками північних і південних буддистів "Чотирнадцяти Положень Буддизму", розроблених Олкоттом.

## Критика
Стефан Протеро, аналізуючи книгу Олкотта, писав:

Не дивлячись на те, що Олкотт планував використовувати свій «Буддійський катехізис» "як протиотруту від християнства", він включив в нього явно християнські питання.
 «Питання. Чи був Будда Богом?

   Відповідь. Немає.  Буддійська дгарма учить, що немає   "божественних" втілень.

   Питання. Чи приймають буддисти теорію, що все створено ні з чого Творцем?

   Відповідь. Ми не віримо в чудеса і, отже, заперечуємо творіння і не можемо уявити собі створення чогось ні з чого».
Таким чином, нібито "нехристиянський буддизм" Олкотта дуже сильно нагадує ліберальний протестантизм.

В. В. Лесевич стверджував, що «нью-йоркське теософське товариство» вважає себе таким, що володіє якимись «таємничими пізнаннями», що нібито збереглися з прадавніх часів в деяких «буддійських духовних осіб». Украй цікавим документом, як він виразився, «цього таємничого буддизму» є складений Олкоттом «катехізис», в якому той виклав основи «теософобуддійського учення». Лесевіч ставить в даному питанні крапки над "і", зробивши наступне зауваження: «Якого роду публіку можуть вони [теософи] уловлювати, тут можна бачити з дотепного викриття шарлатанських прийомів пані Блавацької, що взялася тлумачити про філософію Платона і що набовтала цілу тьму-тьмущу всілякої нісенітниці».
Удітха Девапрайя писав, що Олкотт створив «Буддійський катехізис» за образом і подобою католицького катехізису, після чого він заснував буддійські школи, навчальні програми яких копіювали за формою програми християнських місіонерів. В результаті все повернулося до тих порядків, з якими він боровся, таким чином, буддизм, "заснований" Олкоттом, не був дійсним буддизмом.

## Видання
Англомовні
- The Buddhist Catechism.
- The Buddhist Catechism. — 44th edition. — 1915.

Іншомовні
- Буддійскій катехизисъ. — 1887.
- Буддийский катехизис. — 2014.
- Буддийский катехизис.

### Наукові
- Henry Steel Olcott // Encyclopædia Britannica Online : сайт. — 2014. Архівовано з джерела 14 липня 2015. Процитовано 2015-07-07.
- Bowden H. W. Dictionary of American Religious Biography. — Second edition. — Westport, Ct : Greenwood Press, 1993. — P. 404—405. — ISBN 0313278253.
- Obeyesekera G. Colonel Olcott’s reforms of the 19th Century and their Cultural Significance (PDF) // Aryasangha : сайт. — Colombo, 1992. Архівовано з джерела 4 березня 2016. Процитовано 30 травня 2022.
- Prothero S. Henry Steel Olcott (1832—1907) and the Construction of "Protestant Buddhism". — Harvard University, 1990. — 644 p.
- Prothero S. The White Buddhist: Henry Steel Olcott and the Sinhalese Buddhist Revival // The white Buddhist: the Asian odyssey of Henry Steel Olcott. — Bloomington : Indiana University Press, 1996. — 242 p. — (Religion in North America) — ISBN 9780585109503.
- Tillett G. J. Charles Webster Leadbeater (1854—1934), a biographical study. — Sydney : University of Sydney, 1986. — 1169 p.
- Лесевич В. В. Новейшие движения в буддизме, поддерживаемые и распространяемые европейцами // Русская мысль : журнал. — 1887. — Т. 8. — С. 1—17.
- Уланов М. С. К вопросу о начале распространения буддизма на Западе // Современные научные исследования и инновации : журнал. — 2013. — № 11. — ISSN 2223-4888. Архівовано з джерела 9 липня 2015. Процитовано 2015-07-07.

### Інші
- Henry Steel Olcott // The Theosophical Society, Adyar : сайт. — 2010. Архівовано з джерела 20 вересня 2015. Процитовано 2015-09-28.
- Devapriya Uditha. Colonel Olcott: Under Eastern Eyes // Colombo Telegraph : сайт. — 2015. Архівовано з джерела 9 липня 2015. Процитовано 2015-07-01.
- Murphet H. Hammer on the Mountain: Life of Henry Steel Olcott (1832—1907). — Theosophical Publishing House, 1972. — 339 p. — ISBN 0835602109.
- Мэрфи Г. Когда приходит рассвет: жизнь и труды Елены Петровны Блаватской = When daylight comes: a biography of Helena Petrovna Blavatsky / Пер. с англ. Ю. Окуня. — Урал LTD, 1999. — 437 с.